# Lensia zenkevitchi
Lensia zenkevitchi is een hydroïdpoliepensoort uit de familie van de Diphyidae De wetenschappelijke naam van de soort is voor het eerst geldig gepubliceerd in 1970 door Margulis.